# Chrysosplenium macrophyllum
Chrysosplenium macrophyllum là một loài thực vật có hoa trong họ Saxifragaceae. Loài này được Oliv. miêu tả khoa học đầu tiên năm 1888.